# Wereldkampioenschap korfbal 1987
Het wereldkampioenschap korfbal in 1987 werd in april 1987 gehouden in het Nederland, in de plaatsen: Amsterdam, Bennekom, Dordrecht, Papendrecht, Rotterdam en Wormer.
Twaalf teams deden mee aan het toernooi dat voor de derde keer werd gehouden en voor de derde keer door het Nederlands korfbalteam werd gewonnen.

## Poule fase

### Poule A
| Land               | Win | Gel | Ver | DV  | DT | +/- | Pnt |
| ------------------ | --- | --- | --- | --- | -- | --- | --- |
| Nederland          | 5   | 0   | 0   | 117 | 40 | +77 | 10  |
| Chinees Taipei *   | 3   | 0   | 2   | 53  | 61 | -8  | 6   |
| West-Duitsland *   | 3   | 0   | 2   | 50  | 42 | +8  | 6   |
| Verenigde Staten * | 3   | 0   | 2   | 61  | 52 | +9  | 6   |
| Indonesië          | 1   | 0   | 4   | 29  | 64 | -35 | 2   |
| Frankrijk          | 0   | 0   | 5   | 28  | 79 | -51 | 0   |

* na strafworpen om de tweede, derde en vierde plaats
| Datum   | Plaats      | Land             | Score                            | Land             |
| ------- | ----------- | ---------------- | -------------------------------- | ---------------- |
| 20 apr. | Amsterdam   | Indonesië        | 6 - 11                           | Chinees Taipei   |
| 20 apr. | Amsterdam   | Nederland        | 23 - 6                           | West-Duitsland   |
| 20 apr. | Wormer      | Verenigde Staten | 20 - 4                           | Frankrijk        |
| 20 apr. | Bennekom    | Frankrijk        | 11 - 28                          | Nederland        |
| 20 apr. | Bennekom    | Chinees Taipei   | 8 - 7                            | West-Duitsland   |
| 20 apr. | Papendrecht | Indonesië        | 4 - 13                           | Verenigde Staten |
| 21 apr. | Papendrecht | Nederland        | 21 - 10                          | Indonesië        |
| 21 apr. | Papendrecht | Frankrijk        | 3 - 14                           | West-Duitsland   |
| 21 apr. | Wormer      | Chinees Taipei   | 15 - 18 ns 13 - 13 nv 10 - 10 rs | Verenigde Staten |
| 22 apr. | Amsterdam   | West-Duitsland   | 13 - 2                           | Indonesië        |
| 22 apr. | Dordrecht   | Verenigde Staten | 4 - 21                           | Nederland        |
| 22 apr. | Dordrecht   | Chinees Taipei   | 10 - 4                           | Frankrijk        |
| 23 apr. | Amsterdam   | West-Duitsland   | 8 - 6                            | Verenigde Staten |
| 23 apr. | Wormer      | Nederland        | 24 - 9                           | Chinees Taipei   |
| 23 apr. | Dordrecht   | Frankrijk        | 6 - 7                            | Indonesië        |

### Poule B
| Land             | Win | Gel | Ver | DV  | DT | +/- | Pnt |
| ---------------- | --- | --- | --- | --- | -- | --- | --- |
| België           | 5   | 0   | 0   | 102 | 46 | +56 | 10  |
| Groot-Brittannië | 4   | 0   | 1   | 47  | 44 | +3  | 8   |
| Australië        | 3   | 0   | 2   | 39  | 50 | -11 | 6   |
| Aruba            | 2   | 0   | 3   | 67  | 70 | -3  | 4   |
| Portugal         | 1   | 0   | 4   | 42  | 65 | -23 | 2   |
| Spanje           | 0   | 0   | 5   | 48  | 70 | -32 | 0   |

| Datum   | Plaats      | Land             | Score                            | Land             |
| ------- | ----------- | ---------------- | -------------------------------- | ---------------- |
| 20 apr. | Papendrecht | Portugal         | 6 - 10                           | Groot-Brittannië |
| 20 apr. | Papendrecht | Australië        | 9 - 19                           | België           |
| 20 apr. | Wormer      | Spanje           | 17 - 20 ns 14 - 14 nv 10 - 10 rs | Aruba            |
| 20 apr. | Papendrecht | Aruba            | 15 - 13                          | Portugal         |
| 20 apr. | Dordrecht   | Australië        | 7 - 13                           | Groot-Brittannië |
| 20 apr. | Dordrecht   | België           | 20 - 10                          | Spanje           |
| 21 apr. | Amsterdam   | Spanje           | 10 - 11                          | Portugal         |
| 21 apr. | Amsterdam   | Aruba            | 6 - 8                            | Australië        |
| 21 apr. | Wormer      | Groot-Brittannië | 3 - 18                           | België           |
| 22 apr. | Bennekom    | Portugal         | 5 - 7                            | Australië        |
| 22 apr. | Bennekom    | België           | 22 - 17                          | Aruba            |
| 22 apr. | Amsterdam   | Groot-Brittannië | 11 - 4                           | Spanje           |
| 23 apr. | Amsterdam   | Groot-Brittannië | 10 - 9                           | Aruba            |
| 23 apr. | Wormer      | Australië        | 8 - 7                            | Spanje           |
| 23 apr. | Dordrecht   | België           | 23 - 7                           | Portugal         |

## Eindfase

### Knock-outs
| Datum   | Plaats      | Land             | Score             | Land             | Voor plek |
| ------- | ----------- | ---------------- | ----------------- | ---------------- | --------- |
| 25 apr. | Papendrecht | Frankrijk        | 7 - 10            | Spanje           | 11 en 12  |
| 25 apr. | Amsterdam   | Indonesië        | 5 - 8             | Portugal         | 9 en 10   |
| 25 apr. | Amsterdam   | Verenigde Staten | 12 - 6            | Aruba            | 7 en 8    |
| 25 apr. | Papendrecht | West-Duitsland   | 10 - 7            | Australië        | 5 en 6    |
| 25 apr. | Rotterdam   | Chinees Taipei   | 5 - 9 nv 4 - 4 rs | Groot-Brittannië | 3 en 4    |
| 25 apr. | Rotterdam   | Nederland        | 9 - 7             | België           | 1 en 2    |

## Eindstand
| Plaats op ranglijst | Team                |
| ------------------- | ------------------- |
| Goud                | Nederland           |
| Zilver              | België              |
| Brons               | Verenigd Koninkrijk |
| 4                   | Chinees Taipei      |
| 5                   | West-Duitsland      |
| 6                   | Australië           |
| 7                   | Verenigde Staten    |
| 8                   | Aruba               |
| 9                   | Portugal            |
| 10                  | Indonesië           |
| 11                  | Spanje              |
| 12                  | Frankrijk           |

| Kampioen van WK 1987     |
| ------------------------ |
| Nederland Derde WK titel |

1978 · 
1984 · 
1987 · 
1991 · 
1995 · 
1999 · 
2003 · 
2007 · 
2011 · 
2015 · 
2019 · 
2023 ·